# Eugene O'Neill Theatre
L'Eugene O'Neill Theatre, precedentemente noto come Forrest Theatre e Coronet Theatre, è un teatro di Broadway, sito nel quartiere di Midtown Manhattan a New York.

## Storia
Progettato da Herbert J. Krapp, il teatro fu costruito per la Shubert Organization ed aprì al pubblico il 24 novembre 1925 con il nome fi Forrest Theatre. Vent'anni più tardi il teatro fu ribattezzato Coronet Theatre dopo i restauri effettuati da Walker & Gilette, mentre nel 1959 fu rinominato in onore del drammaturgo Eugene O'Neill. Nel corso degli anni il teatro passò di proprietà prima a Lester Osterman, poi a Neil Simon ed infine dalla compagnia Jujamcyn Theaters nel 1982.
Negli anni quaranta e cinquanta, il teatro ha ospitato le prime di due importanti drammi di Arthur Miller, Erano tutti miei figli (1947) e Uno sguardo dal ponte (1955). Nel 1963 il musical She Loves Me debuttò proprio all'Eugene O'Neill con Barbara Cook nel ruolo della protagonista, mentre dodici anni più tardi Tovah Feldshuh vi interpretò l'eponima protagonista in Yentl. Nel 1982 il teatro ospitò la prima di Broadway del musical The Best Little Whorehouse in Texas, seguito nel 1985 da un musical di grande successo, Big River, basato su Le avventure di Huckleberry Finn.
Nel 1988 il dramma M. Butterfly ebbe la sua prima mondiale sulle scene dell'Eugene O'Neill, mentre la seconda metà degli anni novanta videro il teatro occupato da un revival di Grease. Gli anni 2000 hanno visto la programmazione del teatro includere i musical Nine, Caroline, or Change, Spring Awakening e un acclamato revival di Sweeney Todd diretto da John Doyle, oltre ai drammi 33 Variations ed 8. Dal 2011 il teatro ospita il musical The Book of Mormon.
Nel corso della sua storia, le scene dell'Eugene O'Neill Theatre sono state calcate da star internazionali come Jane Fonda, Morgan Freeman, Anthony Hopkins John Lightfoot, Josh Gad, Antonio Banderas, John Stamos, Eartha Kitt, Tonya Pinkins, Lea Michele, Patti LuPone e Jonathan Groff.